# Забіяка (Гомельський район)
Забіяка (біл. Забіяка) — селище в Красненській сільраді Гомельського району Гомельської області Білорусі.

## Географія

### Розташування
За 1 км на північ від Гомеля.

## Транспортна мережа
Планування складається з короткої, майже широтної вулиці, забудованій дерев'яними будинками садибного типу.

## Історія

### У складі Російської імперії
Засноване на початку XX століття переселенцями з сусідніх сіл.

### У складі БРСР (СРСР)
У 1926 році в Красненській сільраді Гомельського району Гомельського округу. У 1931 році жителі вступили в колгосп.

#### Німецько-радянська війна
Під час німецько-радянської війни 8 жителів загинули на фронті.

#### Післявоєнні роки
У 1959 році в складі колгоспу «Перемога» (центр — село Красне).

## Населення

### Чисельність
- 2004 — 42 господарства, 107 жителів.